# Coenosia laeta
Coenosia laeta este o specie de muște din genul Coenosia, familia Muscidae, descrisă de Huckett în anul 1934.
Este endemică în Ontario. Conform Catalogue of Life specia Coenosia laeta nu are subspecii cunoscute.